# Friedl Dicker-Brandeis
Frederika Dicker-Brandeis, dite Friedl Dicker-Brandeis, née le 30 juillet 1898 à Vienne et morte le 9 octobre 1944 à Auschwitz, est une artiste peintre et une enseignante autrichienne. 

## Éléments biographiques
Frederika Dicker naît à Vienne, en Autriche, en 1898. Ses parents sont Simon Dicker et Karolina Fanta. Sa mère meurt en 1902. Entre 1909 et 1912, elle fréquente une école secondaire pour filles à Vienne, où commencent à s'épanouir sa personnalité vive et excentrique et son talent pour l'art. Son père favorise sa vocation en travaillant dans une papeterie pour lui financer l'exercice de son art.
EN 1911, elle étudie la photographie et  le graphisme. En 1915, elle s'inscrit à l'Académie des beaux-arts de Vienne où elle se spécialise en art textile et en broderie. Elle y est l'élève de Franz Cižek ; le peintre tchèque lui enseigne la relation entre l'art et la pédagogie de l'enfance.
De 1916 à 1919, Friedl Dicker est l'élève de Johannes Itten au sein de son école privée à Vienne. Elle y rencontre Franz Singer et Anny Wottitz des amis et futurs collaborateurs. A la même période, elle se passionne pour la musique et prend des cours d'harmonie à l'école de Arnold Schoenberg. C'est sans doute là qu'elle rencontre et se lie avec deux compositeurs Viktor Ullmann  et Stefan Wolpe qui, tous deux, lui dédicaceront des morceaux.  
Lorsque Johannes Itten part à Weimar pour enseigner au Bauhaus, elle le suit, tout comme Anny Wottitz et Franz Singer. Elle s'y investit de 1919 à 1923 dans le tissage, la gravure, la reliure et  prend part à des ateliers de typographie. 
Le programme d'enseignement du Bauhaus lui convient parfaitement, car il favorise à la fois son développement intérieur et sa relation pratique à l'art. Le directeur du Bauhaus, Walter Gropius, louera plus tard "la nature multiforme de ses dons et son énergie incroyable" ... "dès sa première année, elle commençait à enseigner aux débutants" (lettre du 19 avril 1991). ). 
En 1923, elle quitte le Bauhaus pour s'installer avec son compagnon, Franz Singer, à Berlin-Friedenau, où ils montent les "Ateliers des beaux arts". 
Les documents restants de cette époque montrent une grande variété de produits comme des couvertures de livres, des travaux textiles et des jouets. Ils créent aussi de nombreux costumes et décors pour des théâtres à Berlin et Dresde, principalement pour le théâtre de Berthold Viertel «Die Truppe».  
En 1925, Friedl Dicker retourne à Vienne et travaille avec Martha Döberl and Anny Wottitz. Franz Singer la rejoint à Vienne et, en 1926, ils créent l'atelier Singer-Dicker. Les travaux réalisés avec Franz Singer -mobilier innovant et objets décoratifs- ont reçu plusieurs prix et ont été montrés lors de l'exposition «Aménagements intérieurs modernes» au Musée autrichien des arts appliqués. 
En 1930 l'Atelier est chargé de fournir du mobilier pour un «jardin d'enfants modèle de la Vienne Rouge progressiste», ils dessinent des jouets pour stimuler les compétences intellectuelles des enfants, ainsi que des lits pliants, des tables et des chaises, de façon que les enfants puissent transformer la cantine en dortoir, puis en salle de jeu. L'atelier a également réalisé des dessins architecturaux pour le Tennis club de Vienne en 1928 et une maison d'hôtes pour la Comtesse Heriot (1934).
La relation de Friedl Dicker et Franz Singer, sur le plan privé, est compliquée et conflictuelle. Franz Singer est marié depuis 1921 et sa liaison avec Friedl dure depuis de nombreuses années. 
En 1934, l'une de ses élèves est Edith Kramer qui enseignera plus tard l'art-thérapie. Cette même année, ayant pris part à une manifestation antifasciste, elle est arrêtée. L'atelier, qui avait acquis une réputation nationale et même internationale, est fermé et le couple décide d'émigrer en Tchécoslovaquie où il adhère aux mouvements communistes et continue de prendre part à des manifestations anti-fascistes. 
En 1936, Friedl est sur les traces de sa famille maternelle qu'elle ne connaît pas. Elle retrouve une tante et trois cousins, Otto, Bedrich et Pavel. Elle tombe amoureuse de ce dernier, met un terme à sa relation avec Franz Singer et épouse Pavel Brandeis la même année, prend le nom de Brandeisova et acquiert la nationalité tchécoslovaque. 
Elle commence alors à développer ses talents de peintre, passant du constructivisme à l'art figuratif. De 1934 à 1938, elle travaille avec des enfants de réfugiés politiques allemands et commence à appliquer l'enseignement reçu de Johannes Itten, tissant un lien profond avec les enfants. Selon les témoignages de ses élèves et amis, sa simple présence et chaleur maternelle suffisait à créer une atmosphère positive. Friedl Dicker a aussi créé des costumes pour, au moins, deux spectacles d'enfants et organisé une exposition de dessins d'enfants dans le rez de chaussée de leur maison. 
Friedl Dicker-Brandeis reste active politiquement à Prague. Dans sa cellule clandestine elle rencontre une allemande, Hilde Kothny, qui restera son amie intime jusqu'à sa déportation. 
Elle poursuit son travail artistique et de design d'intérieur avec Grete Bauer-Fröhlich, une ancienne collègue du Bauhaus. En 1938, Friedl Dicker-Brandeis et son mari s'installèrent à Hronov. Tous deux travaillaient dans l'usine textile B. Spiegler & Söhne, lui comme comptable, elle comme dessinatrice textile.
En 1938 Friedl obtient un visa pour la Palestine grâce à Hans Moller, le mari d'Anny Wottitz, mais elle refuse de partir et laisser son mari. Les lois antisémites forcent le couple à vivre dans la précarité. 
En 1939, ils perdent leur emploi et sont contraints de s'installer dans le village de Žďárky où Pavel travaille comme charpentier.

### Seconde Guerre mondiale

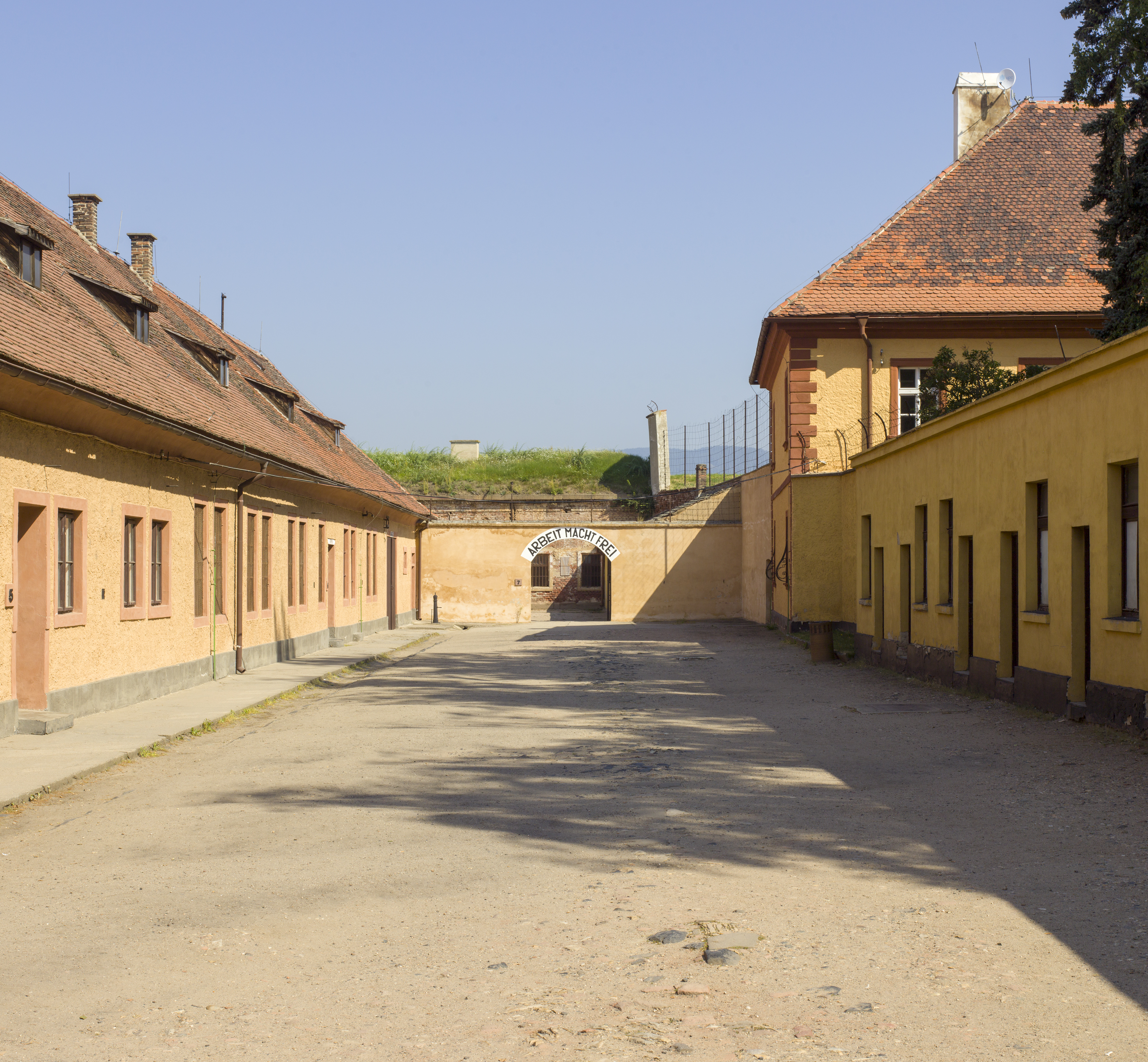
L'entrée du camp de concentration de Theresienstadt.

En 1940, elle écrit à un ami : 

« Je me souviens avoir songé lorsque j'étais à l'école comment je me comporterais une fois adulte pour protéger mes étudiants des impressions désagréables, de l'incertitude, des apprentissages décousus. […] Aujourd'hui, une seule chose me semble importante pour préserver l'élan créatif, c'est d'en faire un art de vivre et d'enseigner comment dépasser les difficultés qui sont insignifiantes en regard des objectifs que vous poursuivez. »

Le couple vit à Žďárky jusqu'en décembre 1942, date à laquelle son mari et elle sont déportés au camp de Theresienstadt. Durant son séjour, elle y donne des leçons d'art et des conférences. Elle aide à mettre sur pied en secret des classes pour poursuivre l'éducation des enfants à Theresienstadt : la maison d'enfants L 410. Elle envisageait l'art et le dessin comme une manière pour les enfants de comprendre leurs émotions et leur environnement. En ce sens, elle pratique alors une forme d'art-thérapie. Elle adapte un système du Bauhaus pour développer la concentration émotionnelle afin de compenser le chaos extérieur. Dans son travail avec les enfants, toutes ses ressources sont mobilisées : sa personnalité charismatique, sa grande énergie, ses méthodes pédagogiques innovantes, ses talents artistiques et sa compréhension profonde de la psychologie des enfants. 
Durant l'été 1943, lors d'un séminaire d'enseignants dans le camp, elle donne une conférence sur «Dessins d'enfants», mettant en évidence la signification et le but de leur art qu'elle voit comme «la plus grande liberté possible pour l'enfant». Elle présente les différentes caractéristiques des enfants par rapport à leur âge et leur développement psychologique et comment, selon elle, les adultes devraient se comporter envers les enfants et leur art : «Pourquoi les adultes veulent-ils que les enfants leur ressemblent le plus vite possible ? ... L'enfance n'est pas une étape préliminaire, immature sur le chemin de l'âge adulte. En traçant le chemin aux enfants, nous les éloignons de leurs propres compétences créatives et nous nous empêchons de comprendre la nature de ces compétences.».
Elle a une grande influence sur les enfants. Les survivants disent qu'elle était «le mystère de la beauté», «le mystère de la liberté». Son ancienne élève Erna Furman écrit : «L'enseignement de Friedl, le temps passé à dessiner avec elle, sont parmi les plus tendres souvenirs de ma vie. Terezin les rend plus poignants mais ç’aurait été la même chose partout dans le monde... Friedl est la seule qui enseignait sans rien demander en retour. Elle a simplement donné d'elle même» (Lettre à Elena Makarova 1989).
En septembre 1944, Pavel Brandeis est transféré à Auschwitz ; Friedl se porte alors volontaire pour le rejoindre par le prochain transport. Avant de partir, elle remet à la principale enseignante de l'école des filles, Raja Engländerova, deux valises contenant 4 500 dessins dont ceux de la petite Hanna Brady.
Friedl Dicker-Brandeis est assassinée par les nazis au camp d'extermination d'Auschwitz, le 9 octobre 1944.

## Travail artistique
Le travail artistique de Friedl Dicker-Brandeis est peu connu. Elle a elle-même détruit une partie de ses travaux qu'elle ne jugeait pas assez bons. Souvent elle ne signait pas ses créations, y compris les 60 dernières, de Terezin. Elle a donné certains dessins et peintures à des amis, élèves, voisins  ou parents de son mari lorsque le couple a dû quitter son appartement à Hronov pour un autre plus modeste ou, ensuite, pour être déporté.
Comme sa vie personnelle, la vie artistique de Friedl Dicker est divisée en trois parties : du Bauhaus à Prague (1919-1934), de Prague à Terezin (1934-1942) et Terezin (1942-1944). Les œuvres de la première période portent l'influence de Itten. Les esquisses et dessins de cette période utilisent différentes techniques, dans un style spontané et rapide tandis que les sculptures sont constructivistes et architectoniques. Ces travaux qui semblent, à première vue, si ouverts, renferment des secrets : quelque chose se passe derrière les scènes, «derrière le miroir» de l'image, que chacun peut essayer de deviner.
La seconde période est caractérisée par un glissement décisif vers la peinture. Les deux tableaux «Interrogation» traitent de son arrestation à Vienne en 1931 et des mauvais traitements qu'elle a subis. 
Durant cette période elle a aussi peint des paysages, des natures mortes, des allégories figuratives ou des posters anti-capitalistes et anti-fascistes, utilisant le photomontage et qui sont ouvertement politiques.
Ses travaux de Terezin sont différents de ses travaux précédents à cause du manque de papier et de peinture. De nombreux travaux ne seront jamais terminés et sont restés au stade de croquis et certains sont de simples variations autour de la même composition. Les sujets sont des paysages, des fleurs, des scènes de rue, des compositions abstraites et des croquis pour des productions théâtrales. L'environnement du ghetto est totalement absent de ses peintures.
La plus grande partie du temps à Terezin est occupé par l'enseignement. Ce n'est qu'à l'automne 1944, lorsque les transports vers les camps de la mort sont temporairement suspendus (pour tromper la Croix-Rouge) qu'elle se consacre entièrement à la peinture. “Je peins avec la plus grande intensité possible» écrit-elle à sa belle-sœur Maria Brandeis en août 1944, deux mois avant sa mort.

### Galerie

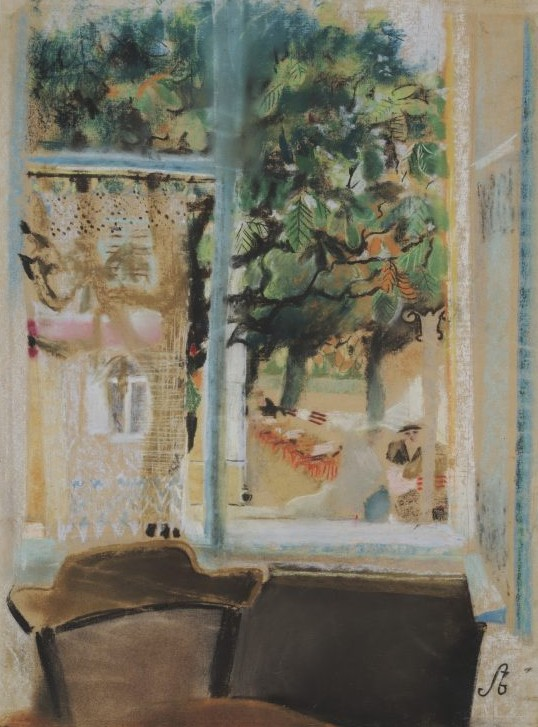
Vue depuis la fenêtre de Františkovy Lázně (1936).
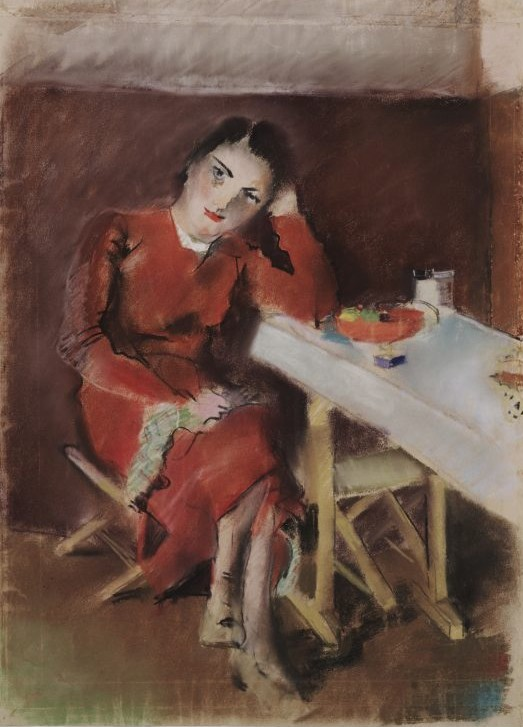
La femme à table.
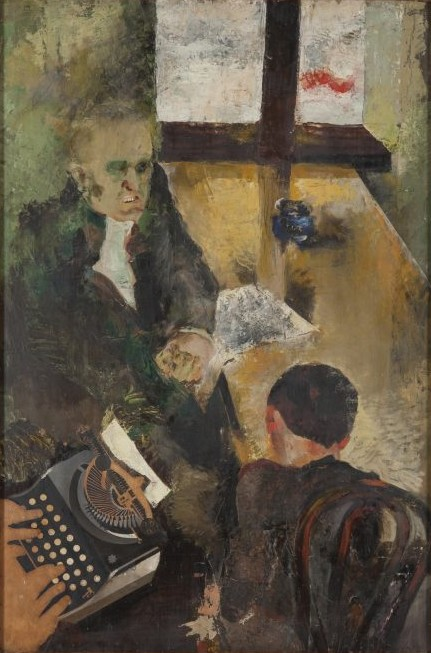
Interrogatoire I.
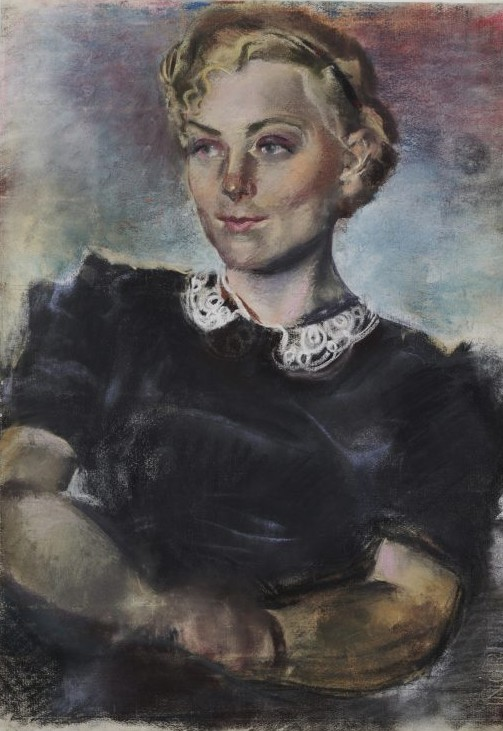
Portrait de jeune femme au col de dentelle (vers 1942).
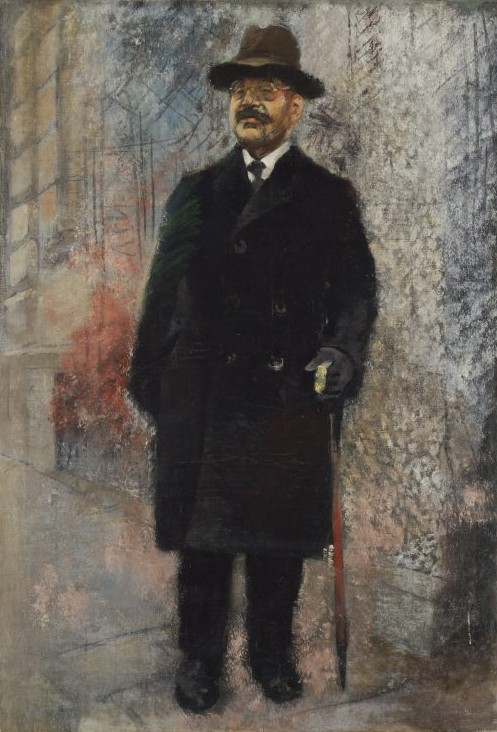
Portrait d'un homme debout dans un manteau noir et un chapeau.
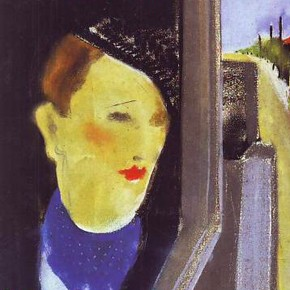
Dame dans la voiture (vers 1940).
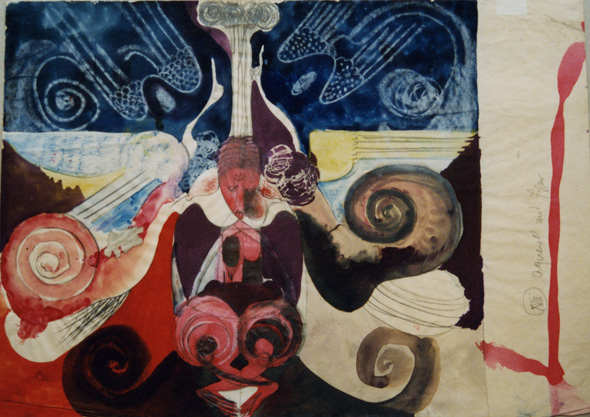
Gardienne avec des ailes (1920).
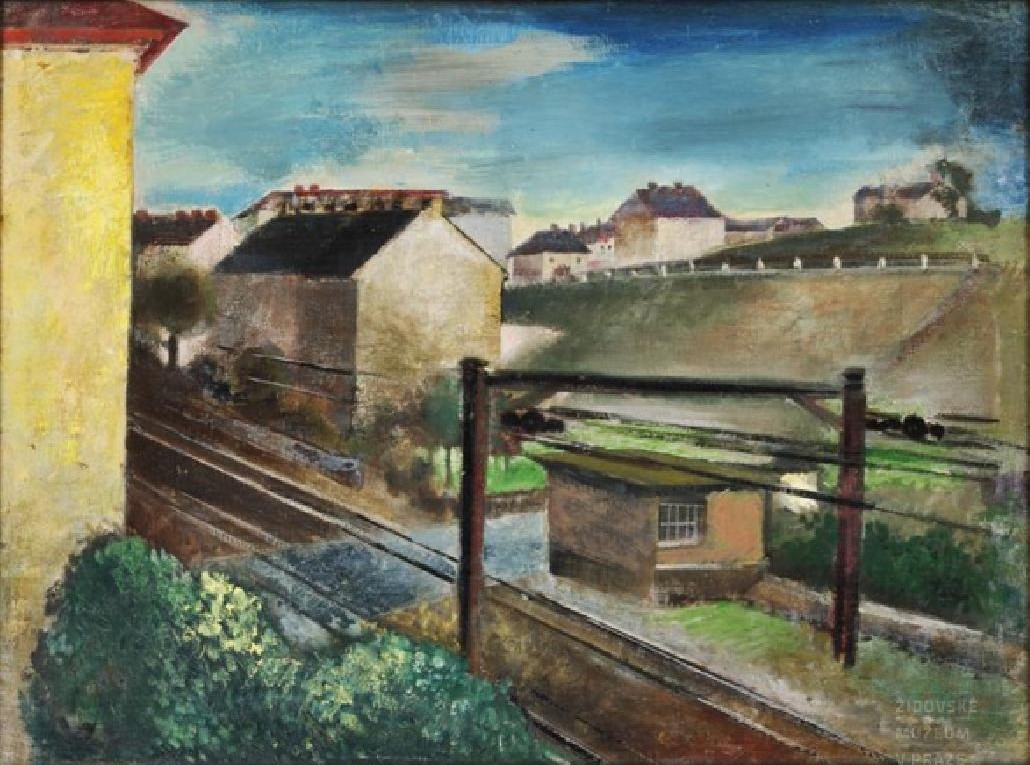
Station.

## Postérité

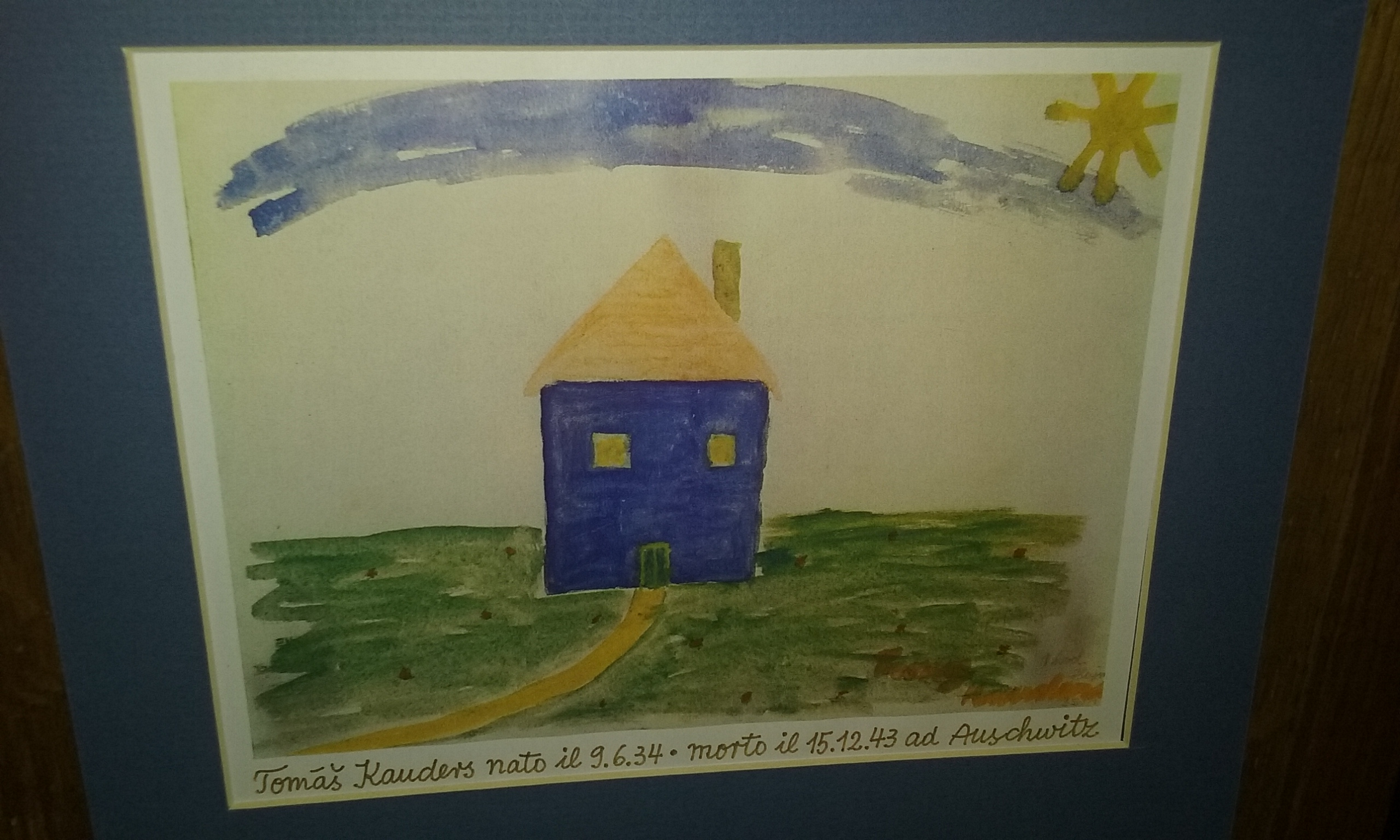
Dessin réalisé par Tomas Kauders (9 ans et demi), né le 9 juin 1934 et assassiné à Auschwitz le 15 décembre 1943.

Friedl Dicker-Brandeis est considérée par beaucoup comme une artiste importante des débuts du XXe siècle. Walter Gropius, disait que, si elle avait vécu, Friedl Dicker-Brandeis aurait été la plus importante artiste féminine du XXe siècle.
Après la guerre, Willy Groag, le directeur de l'école des filles L 410 confie les valises contenant les dessins à la communauté juive de Prague. Sur les 660 auteurs de dessins, 550 périrent durant la Shoah. Les dessins sont aujourd'hui conservés par le musée juif de Prague et certains sont exposés à la synagogue Pinkas à Prague.
Ses dernières œuvres ont été découvertes seulement dans les années 1980, ainsi qu'une centaine de lettres de 1938 à 1942 de Friedl à Hilde Kothny et quelques-unes à Anny Wottitz. C'est donc quarante ans après sa mort, grâce à la découverte de centaines d’œuvres artistiques, lettres et mémoires que Friedl Dicker-Brandeis commence à obtenir une reconnaissance méritée comme artiste, enseignante et personnalité remarquable.
En 1999, une exposition Friedl Dicker-Brandeis, organisée par le centre Simon-Wiesenthal, fut montrée en République tchèque, en Allemagne, en Suède, en France, aux États-Unis et au Japon.